# Salix bangongensis
Salix bangongensis ist ein kleiner Baum aus der Gattung der Weiden (Salix) mit gelblich braunen Zweigen und 3 bis 4 Zentimeter langen Blattspreiten. Das natürliche Verbreitungsgebiet der Art liegt in Tibet.

## Beschreibung
Salix bangongensis ist ein bis zu 5 Meter hoher Baum mit grauweißer Stammborke. Die Zweige sind gelblich braun, glänzend, anfangs fein behaart und später verkahlend. Die Laubblätter haben einen etwa 7 Millimeter langen Stiel. Die Blattspreite ist 3 bis 4 Zentimeter lang und 0,8 bis 1,2 Zentimeter breit, lanzettlich oder länglich-lanzettlich, selten verkehrt lanzettlich mit drüsig gesägtem Blattrand. Die Blattoberseite junger Blätter ist grün, anfangs seidig zottig behaart und später verkahlend, die Unterseite ist leicht bläulich grau, kahl oder an der Basis und entlang der Blattadern flaumig behaart. Die Nervenpaare beider Seiten sind nur undeutlich ausgeprägt.
Männliche Blütenstände sind unbekannt. Die weiblichen Blütenstände sind 1,5 bis 3 Zentimeter lange und 1 bis 1,2 Zentimeter durchmessende Kätzchen mit einem etwa 6 Millimeter langen Stiel mit zwei bis drei kleinen Blättern. Die Tragblätter sind länglich und beinahe schwarz. Die Blattoberseite ist kahl, die Unterseite ist an der Basis und entlang des Blattrands flaumig behaart. Die weiblichen Blüten haben eine adaxial angeordnete Nektardrüse. Der Fruchtknoten ist schmal eiförmig oder eiförmig, kurz gestielt oder beinahe sitzend und flaumhaarig. Der Griffel ist deutlich ausgeprägt und zweilappig, die Narbe zweispaltig. Salix bangongensis blüht im Juli.

## Vorkommen und Standortansprüche
Das natürliche Verbreitungsgebiet liegt in der Nähe von Gewässern im Norden des Tibets.

## Systematik
Salix bangongensis ist eine Art aus der Gattung der Weiden (Salix) in der Familie der Weidengewächse (Salicaceae). Dort wird sie der Sektion Salix zugeordnet. Sie wurde 1979 von Wang Chang und Fang Cheng Fu erstmals wissenschaftlich beschrieben. Der Gattungsname Salix stammt aus dem Lateinischen und wurde schon von den Römern für verschiedene Weidenarten verwendet.

## Nachweise